# Patinação artística nos Jogos Olímpicos de Inverno de 1924 - Individual masculino
A prova masculina da patinação artística nos Jogos Olímpicos de Inverno de 1924 foi disputada por 11 patinadores de nove países.

## Medalhistas
| Ouro   | SWE Gillis Grafström |
| Prata  | AUT Willy Böckl      |
| Bronze | SUI Georges Gautschi |

## Classificação final
| Pos. | Atleta               | Pontos | Placar |
| ---- | -------------------- | ------ | ------ |
|      | SWE Gillis Grafström | 10     | 367.89 |
|      | AUT Willy Böckl      | 13     | 359.82 |
|      | SUI Georges Gautschi | 23     | 319.07 |
| 4    | TCH Josef Slíva      | 28     | 310.77 |
| 5    | GBR Jack Page        | 36     | 295.36 |
| 6    | USA Nathaniel Niles  | 46     | 274.47 |
| 7    | CAN Melville Rogers  | 51     | 269.82 |
| 8    | FRA Pierre Brunet    | 54     | 268.61 |
| 9    | BEL Freddy Mésot     | 54     | 266.18 |
| 10   | GBR Herbert Clarke   | 70     | 219.75 |
| 11   | FRA André Malinet    | 77     | 202.46 |